# Nokia C6-00
Nokia C6-00 es un teléfono inteligente creado por Nokia. Fue anunciado el 13 de abril de 2010 y se espera su salida al mercado durante el segundo cuatrimestre del mismo año.
Su sistema operativo es la versión 9.4 del Symbian OS. Cuenta con una pantalla táctil de 3,2 pulgadas, un teclado QWERTY completo, una cámara de 5 megapíxeles con autoenfoque y flash, así como una cámara QVGA frontal para videollamadas.
El teléfono Nokia C6-00 no es actualmente actualizable a Symbian Ana ni a Symbian Belle.

### Vídeos
- Nokia C6
- Nokia C6 brings the best messaging together

### Otros Nokia C6
- Nokia C6-01, con pantalla AMOLED

- Datos: Q2551527
- Multimedia: Nokia C6 / Q2551527